# 요괴워치
요괴워치(일본어: 妖怪ウォッチ)는 LEVEL-5에서 2013년 7월 11일에 발매한 닌텐도 3DS용 게임이다. 《이나즈마 일레븐》시리즈와 《골판지전기》시리즈를 잇는 LEVEL-5의 크로스미디어 프로젝트 작품이다. 앞의 두 작품과 같이 만화책과 애니메이션 등 여러 매체의 전개를 위하여 기획되었다.

## 줄거리
아주 평범한 동네, '진달래 마을'에 사는 엄청 평범한 초등학교 5학년 민호는 어느 여름날 기묘하고 하얀 생물인 '위스퍼'와 만나게 된다. 민호를 따라다니던 위스퍼는 요괴들을 볼 수 있는 신기한 시계 '요괴워치'를 민호에게 건네고... 그날부터 마을 곳곳에 나타나는 요괴들이 보이기 시작한다. 민호는 사건을 일으키는 요괴들을 설득하고, 때로는 싸워 사건을 해결한다.

## 원본어판
목소리 출연
- 토마츠 하루카 - 아마노 케이타(天野景太)
- 엔도 아야 - 코다마 후미카(木霊文花)
- 세키 토모카즈 - 위스퍼(ウィスパー/ Whisper)

## 한국어판
목소리 출연 
- 박경혜 - 윤민호
- 여윤미 - 장세라
- 홍범기 - 위스퍼

## 미디어

### 애니메이션
- 일본의 TV 도쿄 계열에서 2014년 1월 8일부터 2018년 3월 30일까지 방영했다. 동년 4월 13일부터 2019년 3월 29일까지 《요괴워치 섀도우 사이드》를 방영 중이며, 동년 4월 5일부터 《요괴워치!》가 방영될 예정이다. 대한민국에서도 2014년 10월 28일 CJ E&M이 독점 판권 계약 및 수입하여 투니버스에서 한국어판으로 방영되었다.

### 극장판
일본에서 2014년 12월 20일에 영화 《요괴워치 탄생의 비밀이다냥!》의 제목으로 개봉하였다.
대한민국에서는 2015년 4월 12일 투니버스 공식 카카오스토리에서 서울 여의도 벚꽃축제 현장에 티저 포스터가 공개되어 2015년 7월 22일에 CJ E&M의 계열로 수입배급해서 대한민국 더빙판으로 개봉되었으며, 2016년 7월 21일에 CJ E&M의 계열로 수입배급해서 《염라대왕과 5개의 이야기다냥!》도 대한민국 더빙판으로 개봉하였다. 2017년 9월 27일에 《하늘을 나는 고래와 더블세계다냥!》, 2018년 9월 20일에 《섀도우 사이드 도깨비 왕의 부활》이 개봉되었다.

### 만화
코로코로 코믹에서 매달마다 연재되고 있다. 대한민국에서는 2014년 11월 14일에 대원씨아이가 한국어판 요괴워치 만화책이 발행되어 출시했다.

### 모바일게임
모바일게임 요괴워치 뿌니뿌니는 LEVEL-5와 한국의 NHN엔터테인먼트와 공동개발하였으며, 일본에서 2015년 10월 21일 안드로이드 2015년 10월 28일에 ios로 출시되므로, 대한민국에서는 2016년 6월 8일 사전등록된 뒤 2016년 6월 23일에 한국어로 출시했다. 한국어 요괴워치 뿌니뿌니는 2017년 7월 20일에 서비스가 종료됐다.

### 요괴메달랜드 서비스 (반다이남코코리아 사이트 내 지원)
2014년 12월초 반다이코리아(반다이몰)에서 요괴메달랜드라는 애플리케이션과 사이트를 개설하였고, 요괴메달 등록과 포인트 적립, 사용이 가능하고 요괴메달 게임을 통해 재미를 느낄 수 있는 앱(사이트)를 통해 요괴워치 서비스를 제공해 나가는 중이다.
2015년 11월말 반다이코리아 ios버전이 종료되었다.

### 요괴피디아 드림 (아케이드 게임)
아이엠스타 게임기 철수 후 새로 들어왔다. 신형 일본판 아이카츠 게임기와 경쟁작 프리티 시리즈(프리파라, 반짝이는 프리채널 등) 게임기처럼 모니터가 세로 형식이나, 일부 지역에선 갑자기 철거되었다.

### 뮤지컬
2016년에 개막하였었으며, 제목은 '사라진 요괴를 찾아라!'였다. 제작사는 DS뮤지컬컴퍼니. 다만 개막 국가는 본국인 일본이 아니라 대한민국이다.

## 같이 보기
- LEVEL-5
- 요괴워치 (애니메이션)
- 요괴워치의 등장인물 목록
- 지바냥